# Erik Kinell
Sigvard Erik Gudmund Kinell, född 15 september 1912 i Stockholm, död 9 februari 2013 i Oscars församling i Stockholm, var en av Sveriges äldsta aktiva konstnärer verksam inom olje- och akvarellmåleri. Han var utbildad på Otte Skölds målarskola samt under sex år på Konstakademien (Konsthögskolan). Han var 1955–1978 verksam som lärare i målning och figurteckning vid Konstfackskolan i Stockholm. Han finns representerad på bland annat Moderna museet och Örebro läns museum. Erik Kinell är gravsatt i minneslunden på Galärvarvskyrkogården i Stockholm.